# خانه خالد آتا جانی
خانه خالد آتا جانی مربوط به دوره پهلوی است و در شهرستان ترکمن، بخش گمیشان، شهر گمیش تپه، خیابان قدس واقع شده و این اثر در تاریخ ۱۶ دی ۱۳۸۷ با شمارهٔ ثبت ۲۴۴۷۱ به‌عنوان یکی از آثار ملی ایران به ثبت رسیده است.